# Primula wattii
Primula wattii är en viveväxtart som beskrevs av George King och David Allan Poe Watt. Primula wattii ingår i släktet vivor, och familjen viveväxter. Inga underarter finns listade i Catalogue of Life.

## Bildgalleri

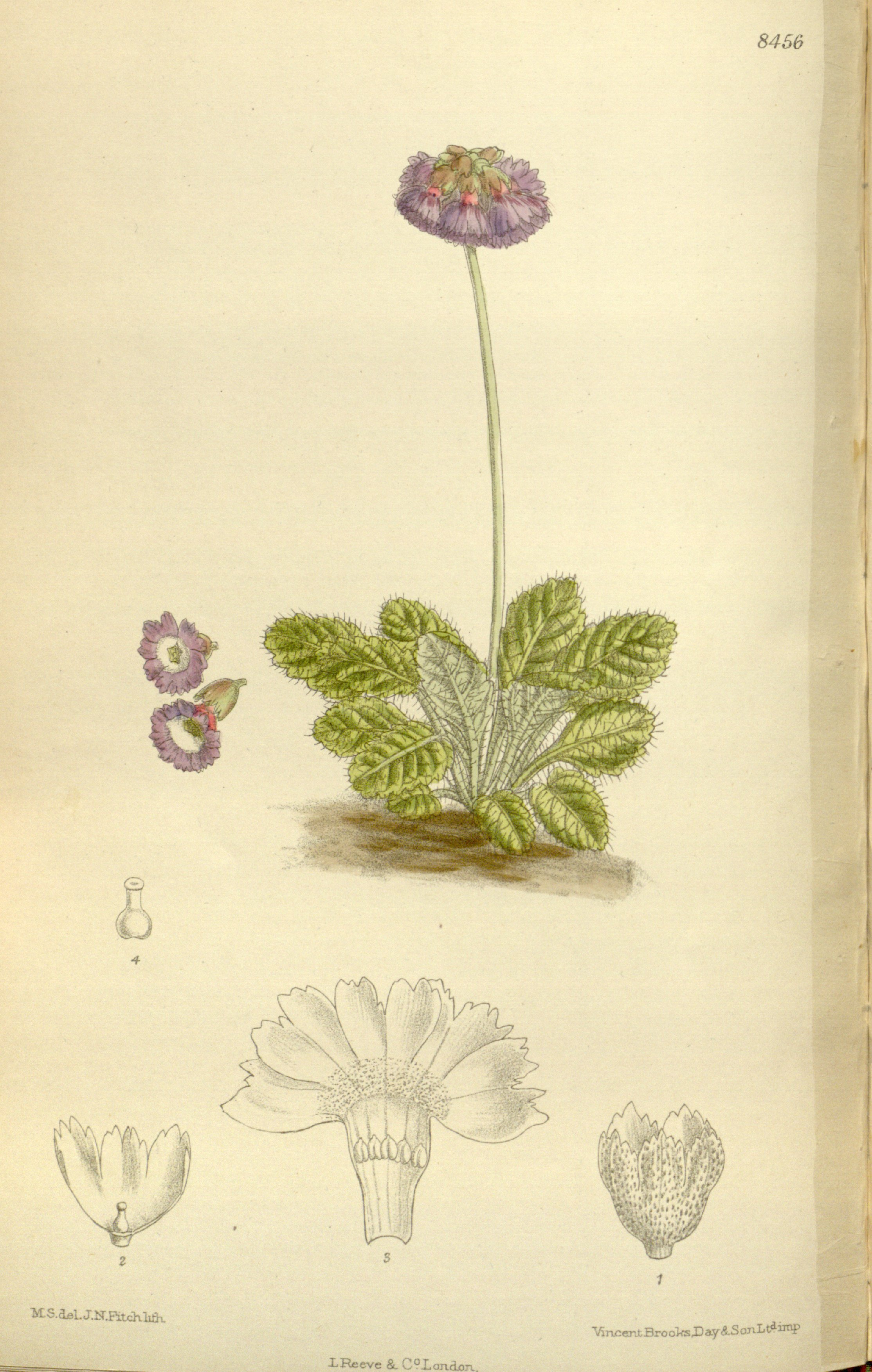